# Погоріловка (Бєлгородська область)
Погоріловка (рос. Погореловка) — село у Корочанському районі Бєлгородської області Російської Федерації.
Населення становить 2218 осіб. Входить до складу муніципального утворення Погорілівське сільське поселення.

## Історія
Населений пункт розташований у східній частині української суцільної етнічної території — східній Слобожанщині.
Згідно із законом від 20 грудня 2004 року № 159 від 20 грудня 2004 року органом місцевого самоврядування є Погорілівське сільське поселення.

## Населення
| 2002 | 2010  |
| ---- | ----- |
| 2173 | ↗2218 |